# Dalvíkurbyggð
Dalvíkurbyggð és un municipi d'Islàndia, a la regió de Norðurland eystra. Té una extensió de 597,5 km² i una població de 1.906 habitants l'1 de gener de 2025.
El municipi es va crear el 7 de juny de 1998 mitjançant la fusió dels antics municipis de Dalvíkurkaupstaður, Svarfaðardalshreppur i Árskógshreppur.
La principal població del municipi és Dalvík, i en menor mesura Hauganes i Litli-Árskógssandur.